# Файзуллин, Данил Фаритович
Данил Фаритович Файзуллин (род. 3 декабря 1993, Казань) — российский хоккеист, нападающий.

## Биография
Воспитанник казанского «Ак Барса». С сезона 2010/11 — игрок команды МХЛ «Барс». С сезона 2012/13 стал также играть за клуб «Нефтяник» Альметьевск в ВХЛ. В следующем сезоне дебютировал в составе «Ак Барса» в КХЛ. 25 августа 2015 гола перешёл в «Амур», подписав однолетний контракт. 17 декабря вернулся в «Ак Барс», играл в ВХЛ — до Нового года за «Барс», затем — за «Нефтяник». Играл в «Авангарде» (2016/17 — 2017/18), «Амуре» (2018/19 — 2021/22, «Адмирале» (2022/23 — 2023/24).
Бронзовый призёр хоккейного турнира Универсиады 2013 года.